# Ostilio Ricci
Ostilio Ricci (Fermo, 1540 — Florença, 1603) foi um matemático italiano.

## Biografia
Foi professor universitário da Academia das Artes do Desenho em Florença, fundada em 1563 por Giorgio Vasari. Ricci é conhecido por ter sido professor de Galileu Galilei.
Ricci foi matemático da corte de Francisco I de Médici em Florença, em 1580, quando Galileu frequentou suas aulas em Pisa.
Galileu foi matriculado na Universidade de Pisa por seu pai Vincenzo Galilei, a fim de estudar medicina. Porém, Galileu tornou-se mais interessado em matemática, após encontrar Ostilio Ricci, que havia sido aluno de Niccolò Tartaglia. Ricci não considerava a matemática como uma ciência distinta, mas sim uma ferramenta prática para resolver problemas em mecânica e engenharia. Ostilio Ricci é sistematicamente citado nas várias biografias de Galileu Galilei.

## Obras
- Ostilio Ricci, Problemi di Geometria Pratica: L'uso dell'Archimetro, Manuscript, Florence, Biblioteca Nazionale, II – 57